# Пляж Нугал

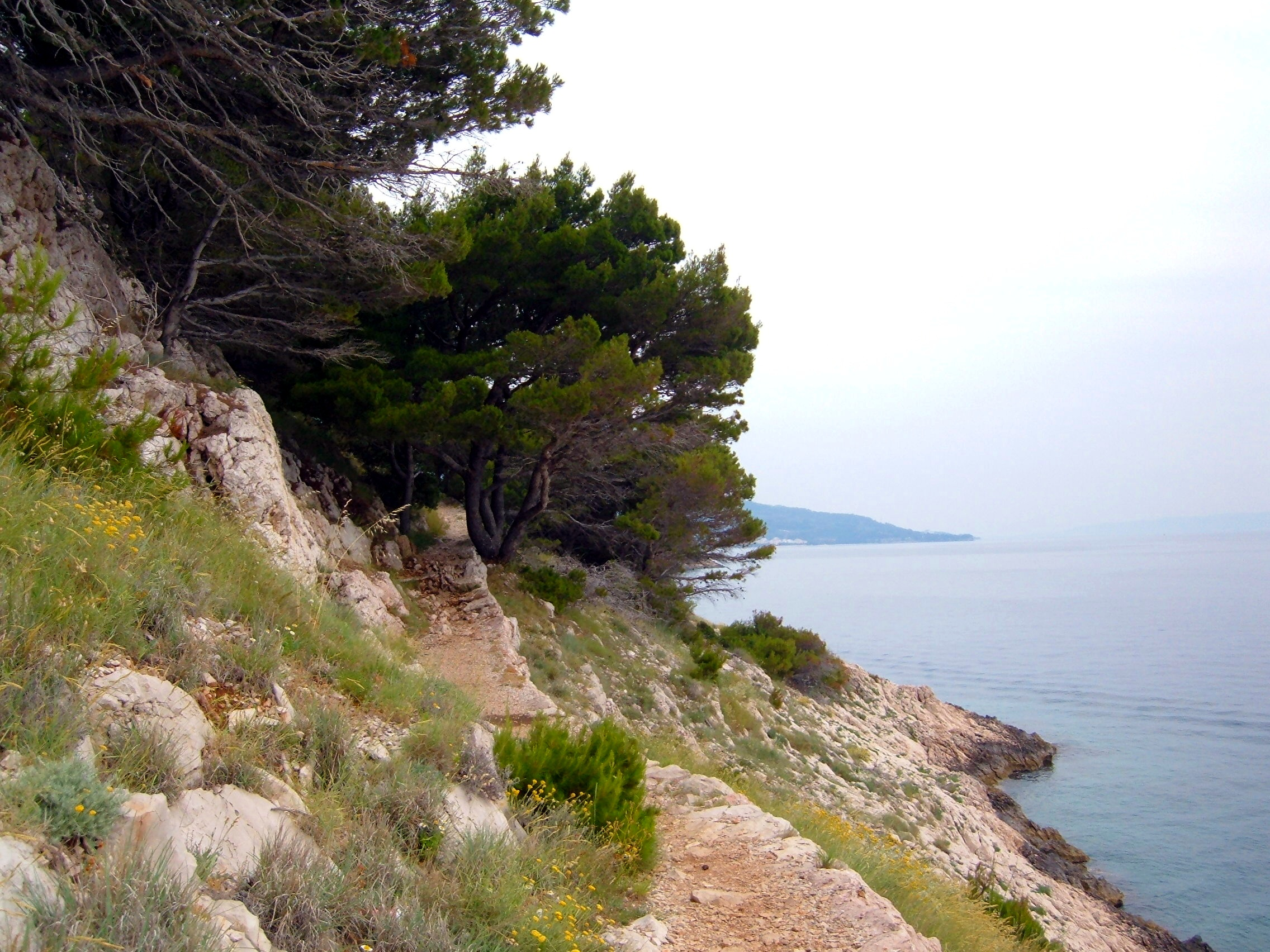
Шлях до пляжу Нугал

43°16′44″ пн. ш. 17°01′58″ сх. д. / 43.27888889° пн. ш. 17.03277778° сх. д.
Пляж Нугал (хорв. Nugal) — повністю нудистський пляж на Макарській Рив'єрі в Хорватії, між містами Макарська і Тучепі. До пляжу, розташованого в гальковій бухті, оточеній крутими скелями, можна дістатися лише пішки, слідуючи підготовленою, але кам'янистою стежкою вздовж узбережжя з Макарської (30 хвилин ходьби) або з Тучепі.
Пляж та його околиці постраждали від пожежі 1 серпня 2021 року.